# Estuariene melkworm
De estuariene melkworm (Monopylephorus rubroniveus) is een ringworm uit de familie van de Naididae. De wetenschappelijke naam van de soort is voor het eerst geldig gepubliceerd in 1884 door Levinsen.